# Oudheusden
Oudheusden est un village situé dans la commune néerlandaise de Heusden, dans la province du Brabant-Septentrional. Le 1er janvier 2008, le village comptait 2 900 habitants.
La commune d'Oudheusden a existé jusqu'au 1er janvier 1935, date de son rattachement à Heusden.